# بلدية تيتوفو
بلدية تيتوفو هي بلدية في جمهورية مقدونيا، بلغ عدد سكانها 86٬500  نسمة، في 2002، تبلغ مساحتها 261٫89 كيلومتر مربع، رمزها البريدي هو 1200.

## معرض صور

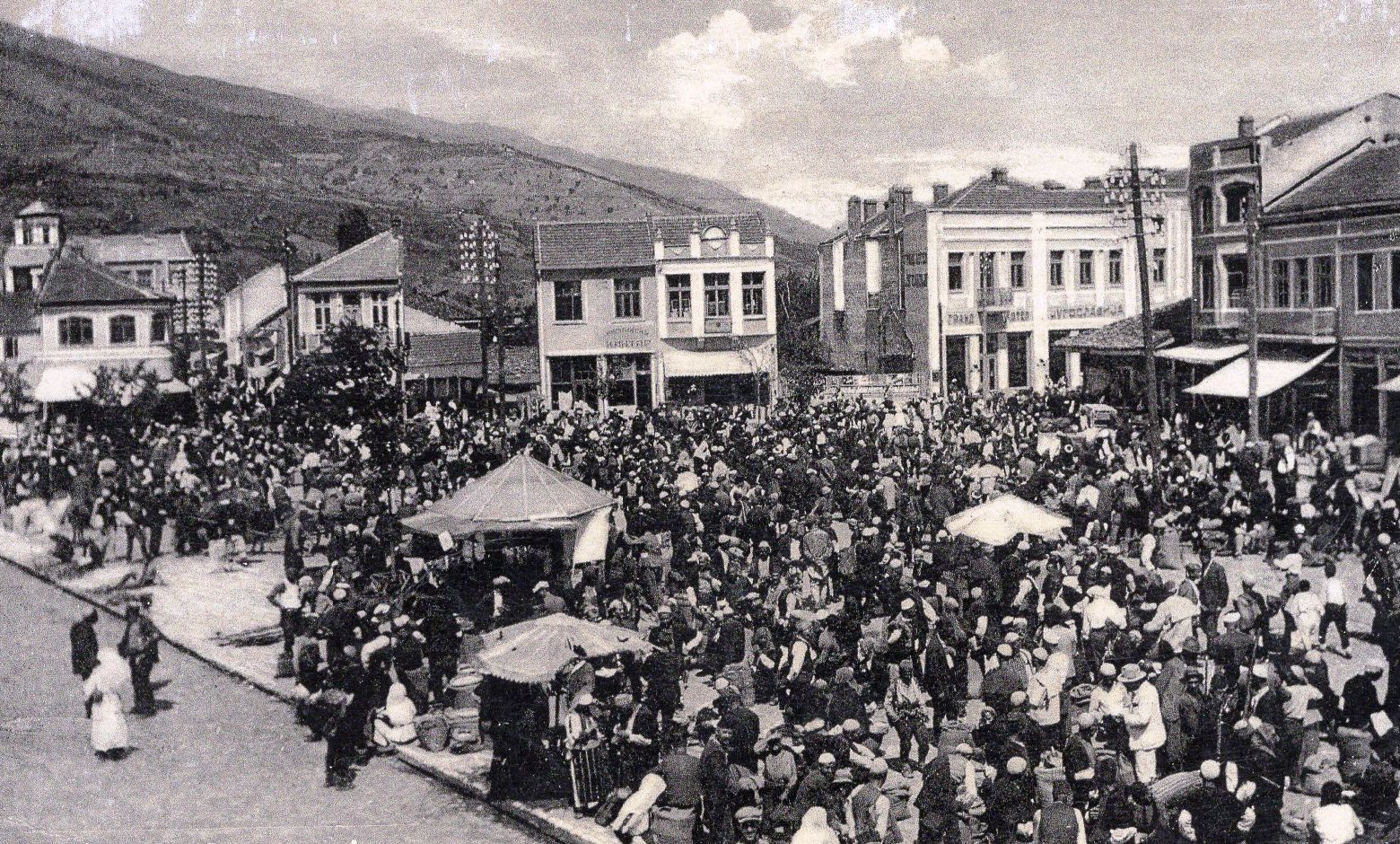
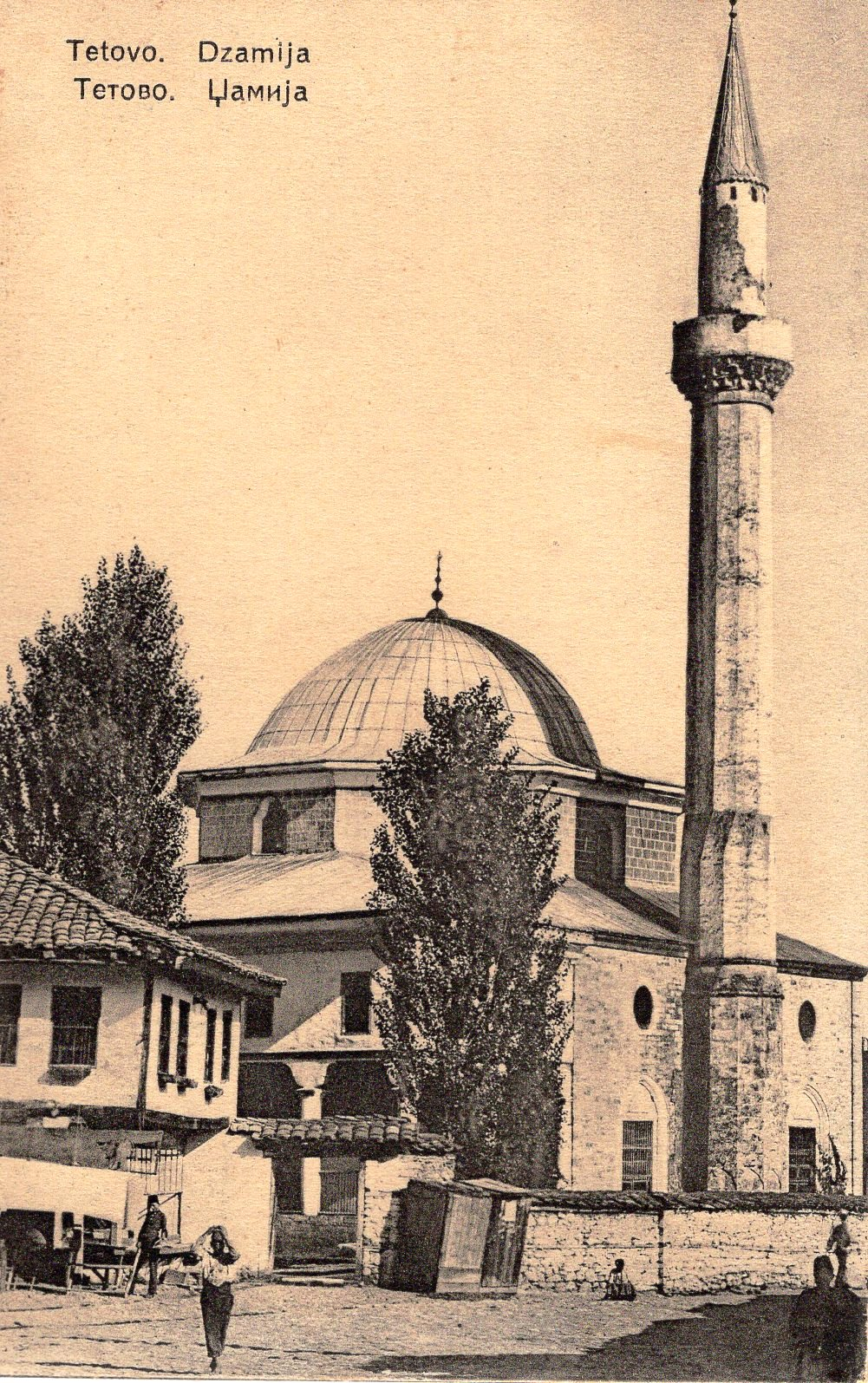
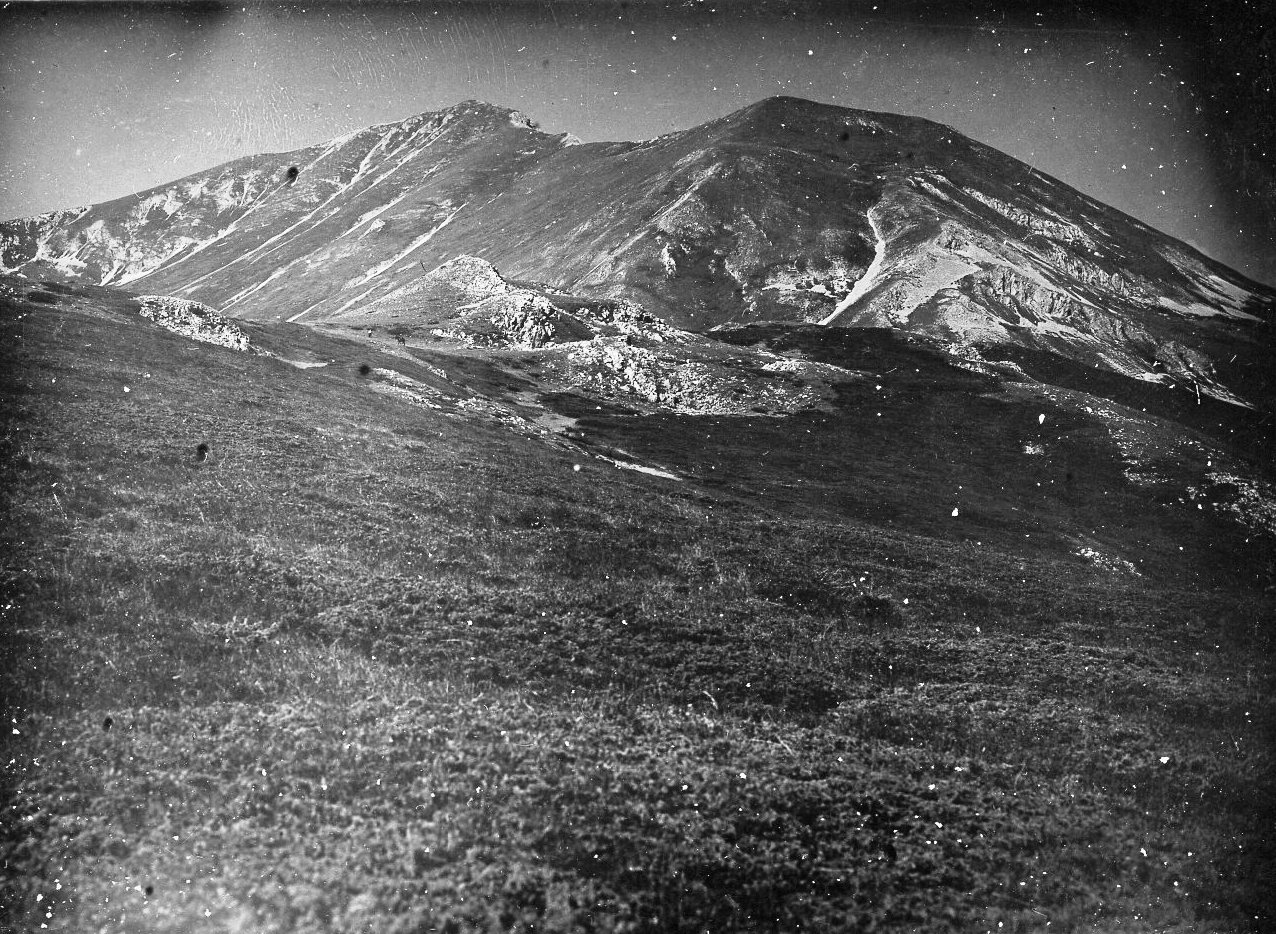
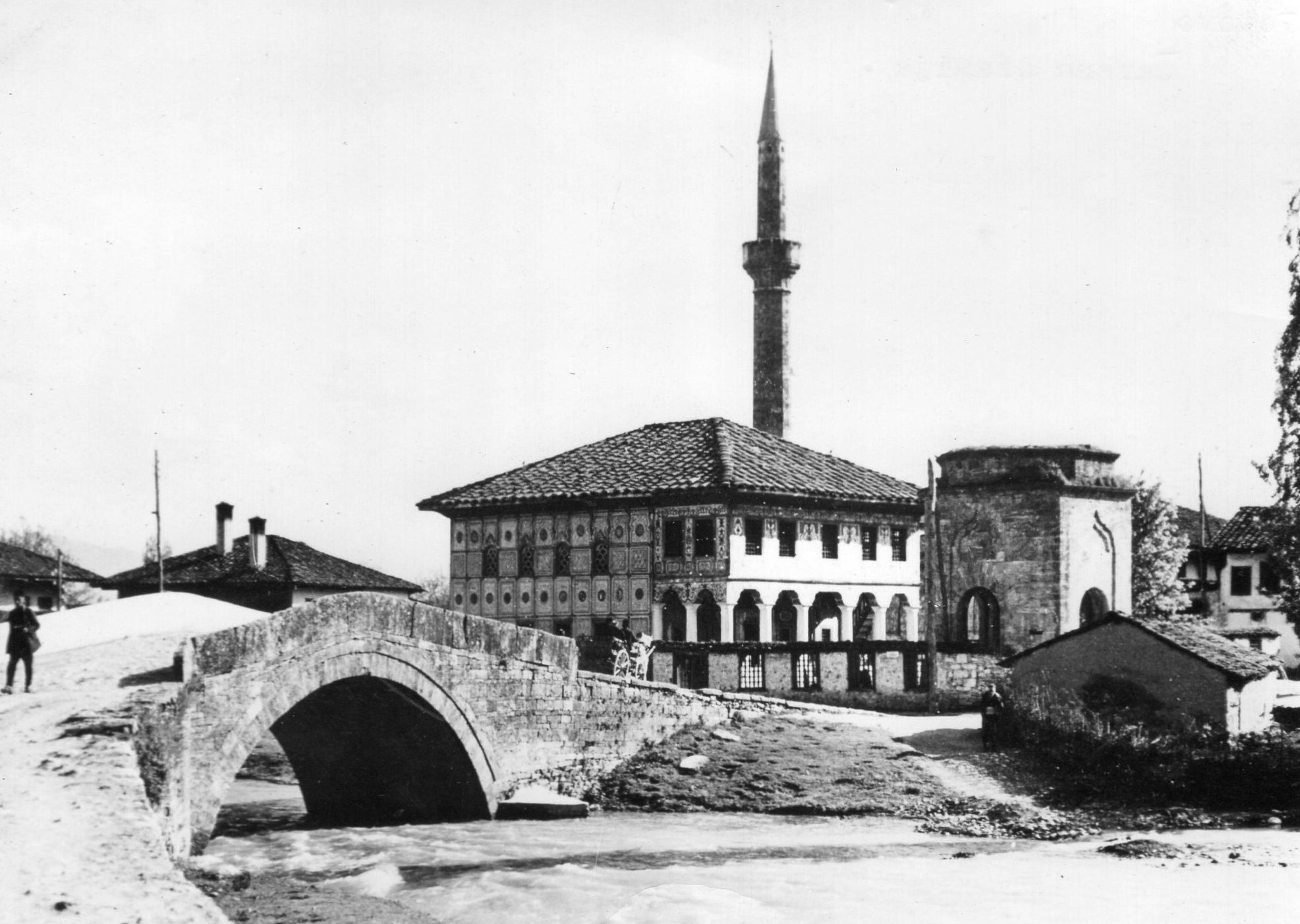
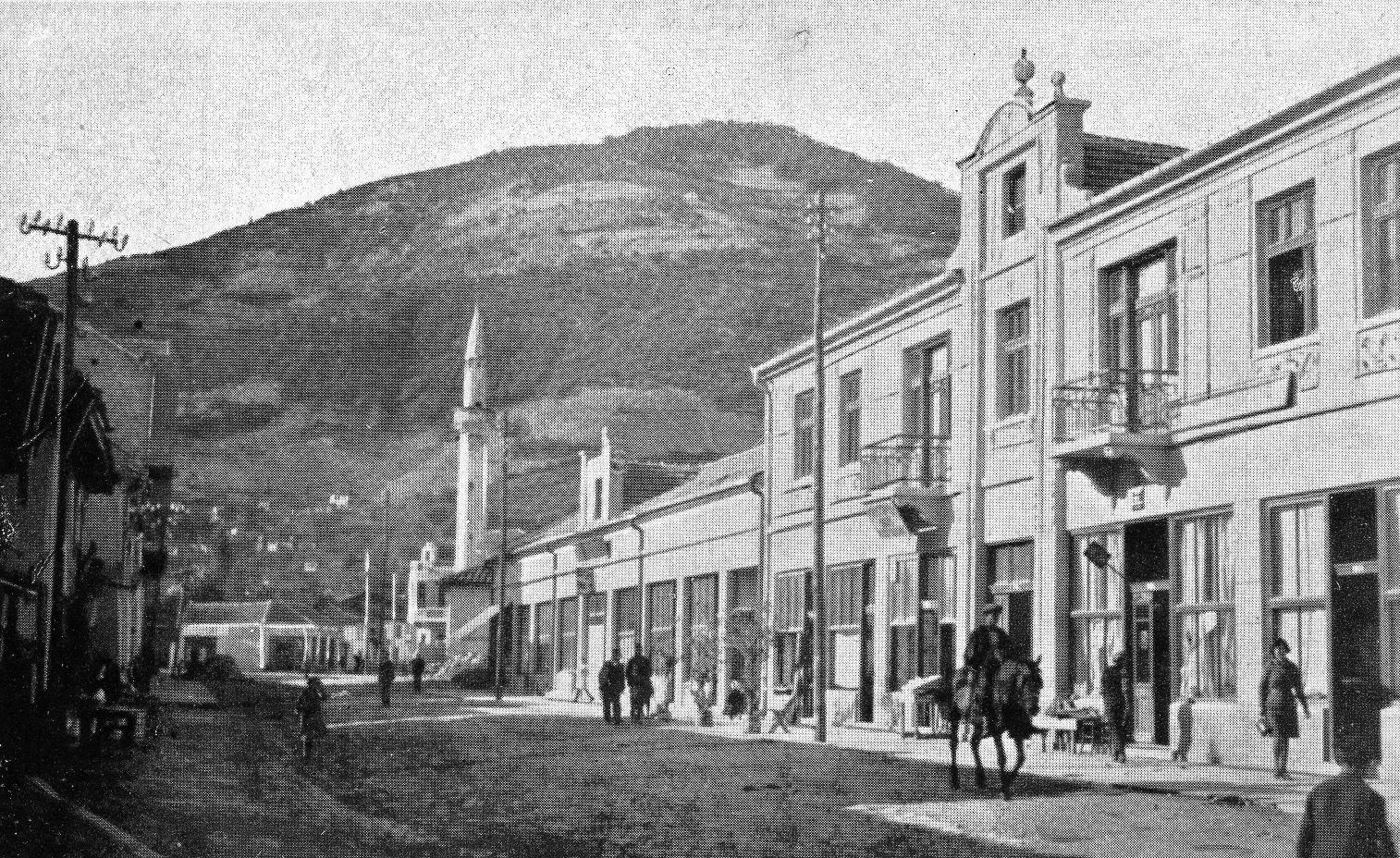
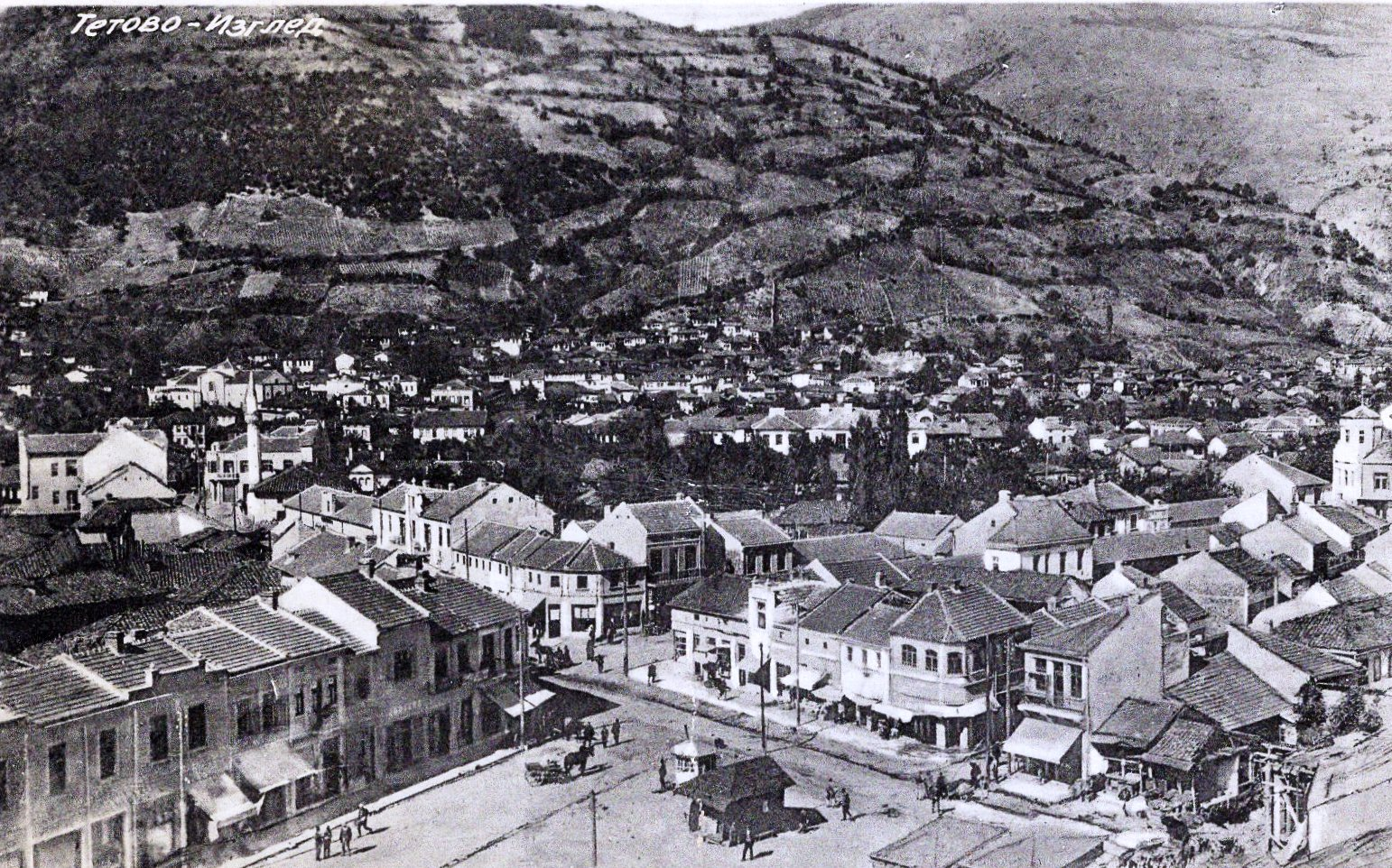